# René Dumesnil
Pour les articles homonymes, voir Dumesnil.
René Alphonse Adolphe Dumesnil (Rouen, 19 juin 1879 – Paris, 25 décembre 1967) est un médecin, critique littéraire et musical et musicographe français, reconnu comme l'un des meilleurs spécialistes de l'œuvre de Gustave Flaubert.

## Biographie
René Dumesnil naît à Rouen le 19 juin 1879, au domicile de ses parents, no 67 rue du Pré. Il est le fils d'Adolphe Jules Dumesnil, âgé de trente-deux ans, caissier, et d'Alphonsine Honorine Ballon, âgée de trente-et-un ans, couturière. Il vit ses vingt-cinq premières années à Rouen, élève au lycée Corneille, puis étudiant à l'École de médecine. Son sujet de thèse est intitulé Flaubert, son hérédité, son milieu, sa méthode.
Il étudie la littérature à la Sorbonne et devient critique littéraire, écrivant plus tard en tant que critique musical au Mercure de France, Le Monde, Le Petit Journal et dans Musica. Dans ce genre, il est qualifié d'« impartial, scrupuleux et précis ».
Il est élu à l'Académie des beaux-arts en 1965. Il livre des publications dans le domaine littéraire, notamment de nombreuses études sur Flaubert, Maupassant et le réalisme. Il est « reconnu comme l'un des meilleurs spécialistes de l'œuvre de Gustave Flaubert », donnant une édition critique pour Les Belles Lettres, le tout récompensée en 1949, par le prix national de littérature.
Il publie également d'excellents ouvrages de vulgarisation et de synthèse sur la musique, aux sujets très divers, tels La musique en France en les deux guerres, 1919–1939 (1946), La Musique contemporaine en France (2e éd. 1949) et plusieurs ouvrages sur l'opéra, Mozart, les romantiques et Wagner. Il complète l'ouvrage d'histoire de la musique de Jules Combarieu en rédigeant les deux derniers des cinq tomes, consacrés respectivement à l'aube et la première moitié du XXe siècle (1958–1960).
Vers 1905, il fait la connaissance de l'écrivain Joris-Karl Huysmans (1848-1907) et devient son « disciple », selon le témoignage de Lucien Descaves, exécuteur testamentaire de Huysmans.
René Dumesnil s'est marié à Paris, dans le 7e arrondissement, le 2 juillet 1907, avec Louise Laporte ; et à Paris, dans le 15e, le 8 avril 1929, avec Jeanne Marthe Bailly. En 1928, il habite au no 126 de l'avenue Émile-Zola à Paris.
L’Académie française lui décerne le prix Vitet en 1934, le prix Broquette-Gonin en 1937 et 1959, le prix d’Académie en 1943 et le prix Charles Blanc en 1961.
Il est mort à Paris le 25 décembre 1967.

## Publications
Ses écrits publiés à Paris (sauf indication contraire) sont les suivants :

### Critique et histoire littéraire

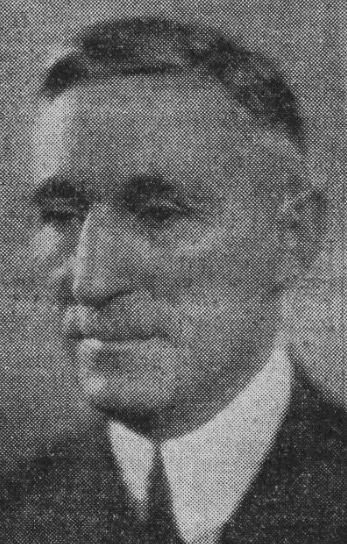
René Dumesnil, 1936.

- Flaubert, son hérédité, son milieu, sa méthode, 1903 [lire en ligne]
- Autour de Flaubert : études historiques et documentaires, 1912 (en collaboration avec René Descharmes) [lire en ligne].
- La France de Balzac, 1922 (en collaboration avec Henri Bachelin) [inédit].
- La Trappe d’Igny: retraite de J.-K. Huysmans, 1922
- En marge de Flaubert, 1928.
- La publication de Madame Bovary, 1928.
- La publication d'En Route, de J.-K. Huysmans, 1931.
- Gustave Flaubert, l'homme et l'œuvre, 1932.
- La publication des Soirées de Médan, 1933.
- L'Éducation Sentimentale de Gustave Flaubert, 1936.
- Bibliographie de Gustave Flaubert, 1939 (en collaboration avec D.-L. Demorest).
- La Vie littéraire et l'Époque réaliste et naturaliste, 1945.
- Le grand amour de Flaubert, 1945.
- Guy de Maupassant, l'homme et l'œuvre, 1947.
- Le Réalisme et le Naturalisme, 1955.
- Le Rideau à l'italienne, 1959

### Essais, histoire
- Supplément aux Ridicules du Temps, de Barbey d'Aurevilly, Paris, Éditions du Trianon, 1929.
- La Seine normande, Paris, J. de Gigord, 1935.
- Histoire illustrée de la médecine, Paris, Plon, 1936.
- L'Âme du Médecin, Paris, Plon, 1938.

### Romans et contes
- L'Absence, 1919
- Quatre histoires couleur des saisons, 1924

### Œuvre musicale

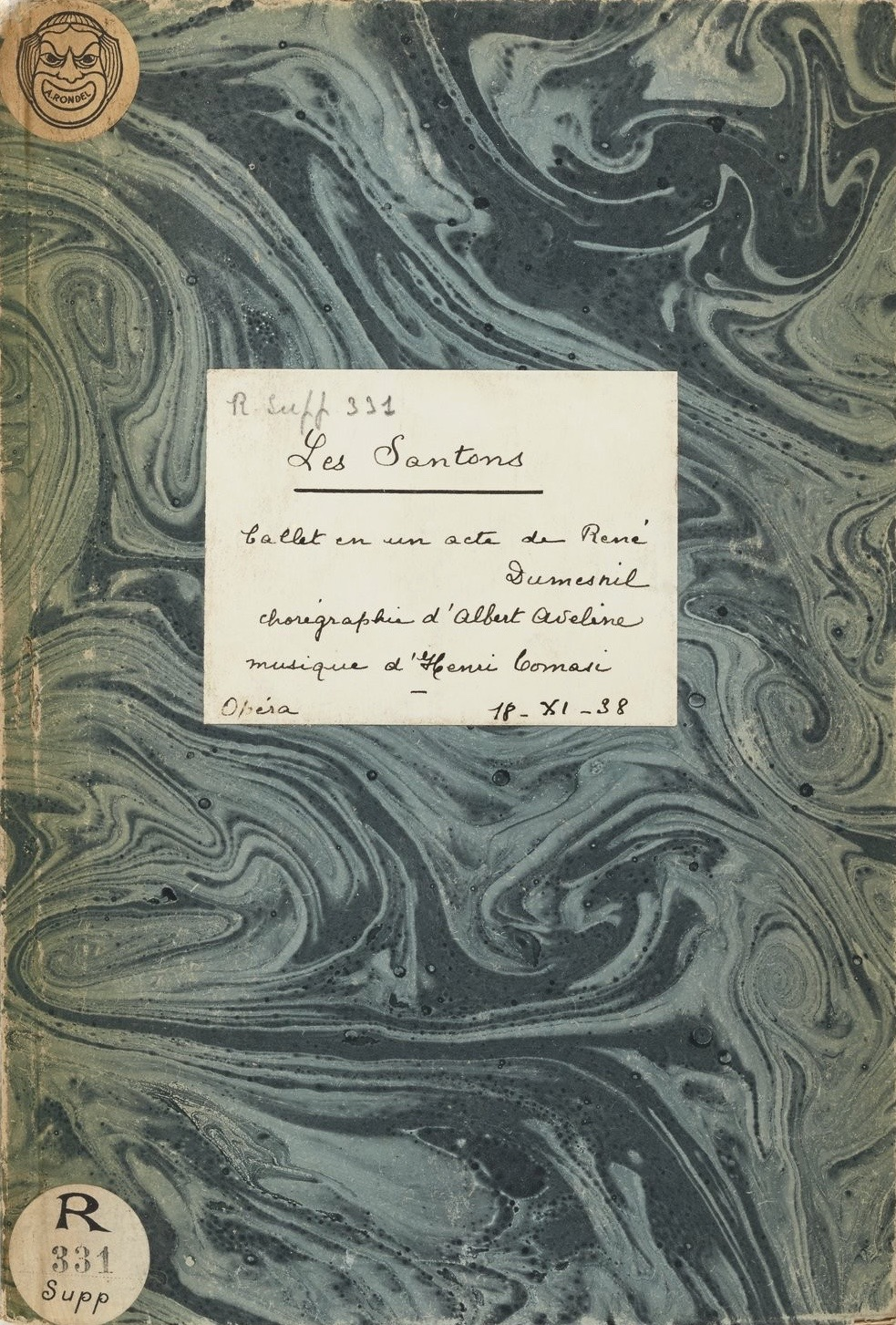
René Dumesnil, Les Santons, ballet, 1938.

- Les Santons, ballet en un acte, 1938.

### Musicographie
- Le Rythme musical , 1921 ; 2e éd. augmentée, 1949[7].
- Le Monde des musiciens, coll. « Paris intellectuel et artistique », Crès 1924 (OCLC 250496120).
- Le Don Juan de Mozart — Plon 1927 ; 2e éd. augmentée, 1955 (OCLC 995567288).
- Musiciens romantiques — 1928.
- Richard Wagner — Les Éditions Rieder 1929, 60p. .
- La Musique contemporaine en France — 2 vols. Armand Colin 1930 ; 2e éd. augmentée 1949 (OCLC 463860084).
- Le Livre du disque — avec Pierre Hemarinquer ; Chiron 1931 (OCLC 25490030).
- Histoire illustrée de la musique — 1934.
- Portraits de musiciens français — Éditions d'histoire et d'art, Plon 1936 (OCLC 490834822).
- La Musique romantique en France — coll. « Musique française dans la civilisation », Aubier 1945 (OCLC 853100).
- La Musique en France entre les deux guerres — Genève, Milieu du monde 1946 (OCLC 472959296).
- L'Opéra et l'opéra-comique — coll. « Que sais-je? » (no 278), PUF, 1947, 3e éd. 1964 (OCLC 8472856).
- L'Envers de la musique — La Nouvelle Édition 1949, 213p. .
- Histoire illustrée du théâtre lyrique — 1953 ; Grand prix de la littérature musicale.
- Richard Wagner, — Plon 1954 ; un ouvrage plus important que celui publié en 1929.
- Histoire de la musique des origines à nos jours — version augmentée de l'ouvrage de Jules Combarieu — tomes IV et V, Armand Colin, 1958-1960 (OCLC 929205479 et 750968280), prix Charles Blanc de l’Académie française en 1961.
- L'Opéra (Raisons d'aimer l'opéra) – Wesmael-Charlier 1964, 167p.  (OCLC 444832662)
- Mozart présent dans ses œuvres lyriques — coll. « La Lettre et L'Esprit » Bruxelles, La Renaissance du Livre 1965, 201p.  (OCLC 827703668).

### Ouvrages
- Gérald Van der Kemp, Notice sur la vie et les travaux de René Dumesnil — Paris, Firmin-Didot, 1970 (OCLC 27189553).
- Jacques Rouchouse, « Dumesnil, René », dans Marc Vignal (dir.), Dictionnaire de la musique, Paris, Larousse, 2005 (1re éd. 1982), 1516 p. (ISBN 2-03-505545-8, OCLC 896013420, lire en ligne), p. 319
- Theodore Baker et Nicolas Slonimsky (trad. de l'anglais par Marie-Stella Pâris, préf. Nicolas Slonimsky), Dictionnaire biographique des musiciens [« Baker's Biographical Dictionary of Musicians »], t. 1 : A–G, Paris, Robert Laffont, coll. « Bouquins », 1995 (réimpr. 1905, 1919, 1940, 1958, 1978), 8e éd. (1re éd. 1900), 4 728 p. (ISBN 2-221-06787-8), p. 1085.

### Articles
- Henri de Régnier, « Flaubert, l'homme et l'œuvre par René Dumesnil », Le Figaro,‎ 1er février 1933 (lire en ligne).
- Pyra Wise, « Une lettre inédite de René Dumesnil à Marcel Proust du 19 janvier 1920 », Flaubert, revue critique et génétique,‎ 2009 (lire en ligne).